# هارتموت ۱۵۳۱
سیارک ۱۵۳۱ (به انگلیسی: 1531 Hartmut، نامگذاری:1938SH) هزار و پانصد و سی و یکمین سیارک کشف شده‌است که در ۱۷ سپتامبر ۱۹۳۸ و در هایدلبرگ کشف شد.
قدر مطلق سیارک برابر ۱۲٫۲۰ است.